# 제59회 영국 아카데미 영화상
제59회 영국 아카데미 영화상은 2005년의 최고의 영화를 기리기 위해 2006년 2월 19일에 열린 시상식이다. 런던 레스터 스퀘어, Odeon 극장에서 개최되었다.

## 수상

### 작품상
- 브로크백 마운틴 - 다이아나 오사나 수상

### 알렉산더 코다 상
- 월레스와 그로밋 - 거대 토끼의 저주 - 클레어 제닝스 수상

### 데이빗 린 상
- 브로크백 마운틴 - 이안 수상

### 칼 포먼 상
- 오만과 편견 - 조 라이트 수상

### 남우주연상
- 카포티 - 필립 세이모어 호프만 수상

### 여우주연상
- 앙코르 - 리즈 위더스푼 수상

### 남우조연상
- 브로크백 마운틴 - 제이크 질렌할 수상

### 여우조연상
- 크래쉬 - 탠디 뉴튼 수상

### 각본상
- 크래쉬 - 폴 해기스 수상

### 각색상
- 브로크백 마운틴 - 래리 맥머티 수상

### 편집상
- 콘스탄트 가드너 - 클레어 심슨 수상

### 촬영상
- 게이샤의 추억 - 디온 비베 수상

### 음향상
- 앙코르 - 폴 마시 수상

### 의상상
- 게이샤의 추억 - 콜린 앳우드 수상

### 분장상
- 나니아 연대기 - 사자, 마녀 그리고 옷장 - 하워드 베거 수상

### 특수시각효과상
- 킹콩 - 조 레터리 수상

### 프로덕션디자인상
- 해리 포터와 불의 잔 - 스투어트 크레그 수상

### 외국어영화상
- 내 심장이 건너뛴 박동 - 파스칼 코체튜스 수상

### 단편애니메이션작품상
- Sztuka spadania - Jarek Sawko 수상

### 단편영화작품상
- 안토니오의 아침 - Howard Stogdon 수상

### 안소니 아스퀴스상
- 게이샤의 추억 - 존 윌리암스 수상

### 공로상
- 데이빗 퍼트냄 수상

### 신인상
- 제임스 맥어보이 수상

### 마이클 벨콘 상
- Chuck Finch 수상
- Billy Merrell 수상

## 같이 보기
- 제78회 아카데미상
- 제31회 세자르상
- 제58회 미국 감독 조합상
- 제19회 유럽 영화상
- 제63회 골든 글로브상
- 제26회 골든 래즈베리상
- 제12회 미국 배우 조합상
- 제58회 미국 작가 조합상